# چیهارو نیاما
چیهارو نیاما (انگلیسی: Chiharu Niiyama؛ زادهٔ ۱۴ ژانویهٔ ۱۹۸۱) صداپیشه، بازیگر، و مدل اهل کشور ژاپن است.
از فیلم‌ها یا برنامه‌های تلویزیونی که وی در آن نقش داشته‌است می‌توان به جو-آن: کینه ۲ و میخک اشاره کرد.